# Onze-Lieve-Vrouwe van Ommel
In Ommel, een dorp en voormalige buurtschap nabij het Noord-Brabantse Asten wordt sinds de 15e eeuw een genadebeeld van Maria vereerd, de Onze-Lieve-Vrouwe van Ommel geheten.

## De vondst
De vondst wordt beschreven in een volksverhaal. Het beeld, dat bij de vondst al enkele eeuwen oud was, dook op in de Goede Week van het jaar 1440 op een van de palen van het hek van een weiland. Verschillende keren werd het naar de parochiekerk van Asten gebracht, maar telkens keerde het op onverklaarbare wijze terug naar het paaltje. Uiteindelijk had de pastoor er genoeg van. Hij zette Maria in een tabernakel en deed het deurtje op slot. De hele avond zat hij erbij te waken, maar uiteindelijk kreeg hij toch wroeging en deed het deurtje open. De Moeder Gods bleek verdwenen zonder dat de pastoor het in de gaten had gehad. Hij ging onmiddellijk op weg naar het weiland met het paaltje, en halverwege trof hij Maria aan, zittend onder een boom waarin de vogels uitbundig zongen hoewel het midden in de nacht was. Zij wenkte hem haar te volgen en zij leidde hem naar het weiland waar zij het eerst was verschenen. Zo maakte zij duidelijk waar zij vereerd wenste te worden.

## Verering
In eerste instantie werd er op de plek van de vondst die plaats een zogenaamd kèske (plaatselijk dialect voor kastje) gezet, een klein houten kapelletje op een stok. Later kwam er een echte kapel, betaald door Jan van Haven die zei door Maria van een schipbreuk gered te zijn. Hij zou door haar bij die gelegenheid gevraagd zijn haar kapel in Ommel te verfraaien. Deze grotere kapel werd in 1444 door de bisschop van Luik geconsacreerd.
Na de Vrede van Münster werd openlijke belijding van het katholieke geloof binnen de Republiek verboden. Het beeldje werd door de zusters van het nabijgelegen klooster Maria Schoot in veiligheid gebracht naar Nunhem in het huidige Limburg, dat niet onder de Republiek viel. Daarbij bleef de wagen waarop Maria werd meegenomen enkele malen steken. Dit zou opgelost zijn door Maria toe te zeggen dat het maar tijdelijk zou zijn.

## Zeer oud gebed tot O.L. Vrouw van Ommel troosteres in elke nood
O.L. Vrouw van Ommel, beminde Moeder, ik kom tot U met een kinderlijk vertrouwen. U hebt begrip voor mijn moeilijkheden. Heb medelijden met mij, o lieve Moeder. Gij kunt, Gij moet mij helpen. Niemand neemt vruchteloos zijn toevlucht tot U: hoe zoudt Gij mij dan onverhoord kunnen laten weggaan? Mijn hoop is op U gevestigd en ik bid U nederig om bijstand in mijn grote nood...

Lieve Vrouw van Ommel, wil mijn smeken verhoren: ik beloof U dankbaarheid en liefde al de dagen van mijn leven. Amen.
O.L. Vrouw van Ommel troosteres in elke nood, bid voor ons.

## Terugkeer
Pas in 1840 keerde Onze Lieve Vrouwe van Ommel terug naar Ommel. Aan het einde van de 19e eeuw werd voor haar een neogotische bedevaartkerk gebouwd, de Onze-Lieve-Vrouw-Presentatiekerk. Tevens werd er in Ommel het Processiepark Mariaoord aangelegd om de pelgrims te kunnen ontvangen. Deze kerk werd in de Tweede Wereldoorlog verwoest. In 1962 werd er nieuwbouw gepleegd met als resultaat een algemeen als een van de allerlelijkste kerken van het bisdom 's-Hertogenbosch beschouwd heiligdom.
Ommel is een van de drukst bezochte bedevaartsoorden van Nederland. In de maand mei worden er gemiddeld zo'n zestigduizend communies uitgereikt.

## Het beeld zelf
Het beeld zelf is een byzantijns reliëf uit de 10e eeuw dat waarschijnlijk ooit een Evangelieboek heeft gesierd. Hoe het in Ommel terecht is gekomen, is niet bekend. Sinds de nieuwbouw van de kerk werd het in een modern schrijn bewaard, maar sinds het beeldje in 1985 werd onthoofd, staat het weer in de oude, door Pierre Cuypers ontworpen schrijn, dat de oorlog had overleefd. Dit schrijn was eenvoudiger af te sluiten met een glasplaat.